# الشيخ حسن (فلم)
الشيخ حسن فيلم مصري من إنتاج العام 1952 عرض لأول مرة باسم «ليلة القدر»، يوم الإثنين 3 مارس سنة 1952 وهو من الأفلام التي تعرضت للمشاكل مع الرقابة بسبب تناول زواج مسلم من مسيحية وقد تم منع عرضه لفترة أسبوع واحد، بعد قيام ثورة 23 يوليو 1952 طالب الفنان حسين صدقي بإعادة عرض الفيلم، وبالفعل عرض مرة أخرى إلا أن نفس النخبة عارضوه مجددا، فأمر رئيس الجمهورية اللواء محمد نجيب ـ وقتها ـ برفع الفيلم من جميع دور العرض السينمائية بالقاهرة والإسكندرية، وفي سنة 1954 ثم قام «حسين صدقى» بتغيير اسم الفيلم من «ليلة القدر» إلى «الشيخ حسن»، وأضاف 7 دقائق أخرى ثم طلب التصريح بعرضه وثم عرضه بعد ذلك ليبقي من الافلام النادرة التي تناولت تلك العلاقة بين المسيحيين والمسلمين، لتعود نفس النخبة من المصريين المثقفين ومعهم المركز الكاثوليكي المصري للسينما، للاعتراض على عرض الفيلم للمرة الثالثة، ولأن جمال عبد الناصر خشي أن يؤثر استمرار عرض الفيلم على شعبيته بين المسيحيين، أمر برفعه للمرة الثالث، والفيلم ممنوع من العرض حتى يومنا هذا على شاشات التلفزيون المصري المحلية والفضائية.

## قصة الفيلم
طرد الأب ابنه الشيخ (حسن) الطالب بكلية الشريعة بعد أن عنفه الابن لتعاطيه الحشيش. بعدها يعتمد الشيخ حسن علي التدريس كمورد رزق له، وتنشأ بينه وبين (لويزا) شقيقة أحد التلاميذ الأجانب قصة حب ثم يتزوجان برغم اعتراض أبيها الشديد. يعود الشيخ حسن لبيت أبيه بعد إلحاح أبيه عليه بعد أن ماتت زوجته أم حسن حزناً على فراق ابنها. وتخدمهما نبوية جارتهما التي تحب حسن سراً. تمرض أم زوجته ويرفض أباها زيارة إبنته لأمها حتى تتطلق من زوجها المسلم حسن، ويضطر حسن لطلاقها مكرهاً. تحمل زوجته وتلد بعد طلاقهما وترقد في منزل والدها. يجيء حسن لزيارتها ولرؤية ابنه غير أن أبيها يرفض أن يجعله يراها، تسمع لويزا صوت زوجها السابق وتحاول النزول للقائه ولكنها تسقط من على السلم لتلقى حتفها، وتستدعي القس قبل موتها ليسلم ابنتها لحسن ويسلمه معها جثمانها هي.

## فريق العمل[6]
- قصة وسيناريو: حسين صدقي، عبد المنعم شاكر
- حوار: عبد الوارث عسر
- إخراج: حسين صدقي
- إنتاج وتوزيع: أفلام حسين صدقي
- مخرج مساعد: حمادة عبد الوهاب
- تصوير: محمود نصر
- كلمات الأغاني: صالح جودت، عبد العزيز سلام
- ألحان: حسين جنيد، محمد صدقي، فؤاد حلمي
- غناء: هدى سلطان

### الممثلون
- ليلى فوزي لويزا
- حسين صدقي الشيخ حسن
- هدى سلطان نبوية
- إستفان روستي الخواجة جورج
- دولت أبيض أم جوزيف و لويزا
- منسى فهمي خال لويزا
- عبد الوارث عسر عم علام
- زكي إبراهيم المعلم عباس
- ثريا فخري أم نبوية
- عبد النبي محمد إسماعيل
- رفيعة الشال
- زكي الفيومي
- عبد المنعم إسماعيل
- محمد صبيح
- محسن حسنين